# Татон (царство)
Татон (бірм. သထုံ ခေတ်) або Тхувуннабумі (бірм. သုဝဏ္ဏဘူမိ) - державне утворення народу мон на території сучасної М'янми.
Перші монські державні утворення представляли собою прибережні міста-держави з невеликою навколишнього сільською місцевістю. У 832 році держава Наньчжао розгромила столицю заснованої народом п'ю в долині річки Іраваді держави Шрикшетра. У 835 році війська Наньчжао напали на монську держава Мічень і увели багато полонених. Монські держави, об'єднавши сили, змогли зупинити наступ Наньчжао, і стали розширюватися на північ, на територію колишньої Шрикшетра.
У IX-X століттях мони освоїли долину річки Чаусхе - головну рисову житницю країни. Це дозволило їм створити економічний потенціал для об'єднаної держави, центром якого стало місто Татон. У X-XI століттях другим центром монської держави став приморський Пегу. Мабуть об'єднана монська держава, яку індійці і кхмери називали Раманнадесою (рман-мон) являла собою не аграрну імперію з виходом на морські торгові шляхи, а союз міст-держав, в яких головною функцією була морська торгівля на міжнародних шляхах; внутрішні сільськогосподарські райони залишалися в чисто формальній або данинній залежності.
Тим часом в долині Іраваді виникло м'янманська держава Паган. До середини XI століття вона відібрала у Татона ті області Шрикшетри, які були захоплені монами після падіння держави п'ю, а потім вийшла до кордонів власне монських земель. У 1049 році м'янманські війська допомогли монам захистити столицю країни місто Татон від кхмерів. Однак незабаром почалися м'янмансько-монські війни, в результаті яких м'янманські війська увійшли спочатку в Пегу (як союзники в боротьбі проти гірських племен, але перетворившись на підкорювачів після закінчення цієї війни), а потім, в 1057 році, захопили і саме місто Татон. З Татона і Пегу було вивезено кілька тисяч монських сімей, включаючи всю знать на чолі з царем. Таким чином Паганське царство стало спадкоємцем двох культур.